# 我們全家不太熟
《我們全家不太熟》（英語：We Are Family）（原劇名《三個遜爸一個媽》），是於2015年上映的溫馨校園喜劇電影。由張榕容、張書豪、郝邵文、陳大天領銜主演。臺灣於2015年12月31日上映。

## 劇情簡介
大學法律系即將畢業的威力（張書豪 飾），對於是否要繼承父親衣缽考取律師執照一直無法下定決心。室友大胖（郝劭文 飾）沉迷於A片，卻遲遲不敢跟暗戀的同班同學小茜（豆花妹 飾）告白。另一個室友啞牙（陳大天 飾）則是沒自信的怪咖。有一天，威力、大胖、啞牙三人回到家中，發現一個裝滿現金的信封，三人卻把錢花光光。此時，赴澳洲打工度假的好友卡卡（張榕容 飾）帶了一個嬰兒回家，原來那些錢是卡卡準備要付給保母的費用。無力償還的威力、大胖與啞牙，只好硬著頭皮、手忙腳亂地接下保母工作，並且努力打工賺奶粉錢；三個大男生面對的是超過想像的巨大災難，但這也讓人生有了不同的體驗…

## 演員陣容

### 領銜主演
| 演員姓名 | 角色名稱 | 介紹                                                                                             |
| 張榕容   | 卡卡     | 一位未婚媽媽，獨自辛苦的撫養兒子                                                                 |
| 張書豪   | 威力     | 就讀法律系，爸爸是法律系教授，與父親關係不太好。愛賭球，從以前就喜歡卡卡，甚至願意為她付出一切。 |
| 郝邵文   | 大胖     |                                                                                                  |
| 陳大天   | 啞牙     |                                                                                                  |

### 其他演員
| 演員姓名 | 角色名稱 | 介紹             |
| 陳松勇   |          | 房東，卡卡的阿公 |
| 趙樹海   |          | 法律系教授       |
| 許效舜   |          | 神經夫           |
| 林美秀   |          | 神經妻           |
| 鄧志鴻   |          | 中醫師           |
| 吳朋奉   |          | 正面能量社講師   |
| 施易男   |          | 英文課葉教授     |
| 蔡黃汝   | 小茜     | 大胖同學         |
| 黃鐙輝   |          | 球客甲           |
| 胡瑋杰   |          | 球客乙           |
| 許乃涵   | 葉太太   |                  |
| 豆寶     | 冬冬     |                  |

## 電影歌曲
| 曲別   | 歌名   | 演唱者 | 作詞   | 作曲   | 備註 |
| 主題曲 | 布穀鳥 | 旺福   | 姚小民 | 姚小民 |      |
| 插曲   | 冬冬歌 | 張榕容 |        |        |      |

## 工作人員
- 監製：陳鴻元
- 導演：王傳宗
- 編劇：陸欣芷、張國立
- 製作公司：得藝國際媒體股份有限公司、影動亞洲有限公司

## 外部連結
- 我們全家不太熟的Facebook專頁
- 得藝國際的Facebook專頁
- 互联网电影数据库（IMDb）上《我們全家不太熟》的资料（英文）